# 斯芬克斯山 (阿斯特里德公主海岸)
斯芬克斯山（英語：Sphinx Mountain）是南極洲的山峰，位於毛德皇后地的阿斯特里德公主海岸，處於西北島山脈以東9公里，長11公里，海拔高度1,850米，由德國探險隊發現，現時由南極條約體系管理。